# Rhodospiza obsoleta
Il trombettiere del Lichtenstein o trombettiere del deserto (Rhodospiza obsoleta (Lichtenstein, 1823)) è un uccello passeriforme della famiglia dei Fringillidi: esso rappresenta l'unica specie ascritta al genere Rhodospiza Sharpe, 1888.

## Etimologia
Il nome scientifico del genere, Rhodospiza, deriva dall'unione delle parole greche ῥοδον (rhodon, "rosa") e σπιζα (spiza, "fringuello"), col significato di "fringuello rosa" in riferimento alla livrea di questi uccelli, ma anche per assonanza con Rhodopechys, genere al quale essi venivano ritenuti strettamente imparentati: il nome della specie, obsoleta, deriva dal latino e significa per l'appunto "obsoleto".
Il nome comune della specie, invece, omaggia colui che l'ha descritta scientificamente, Martin Lichtenstein.

## Descrizione

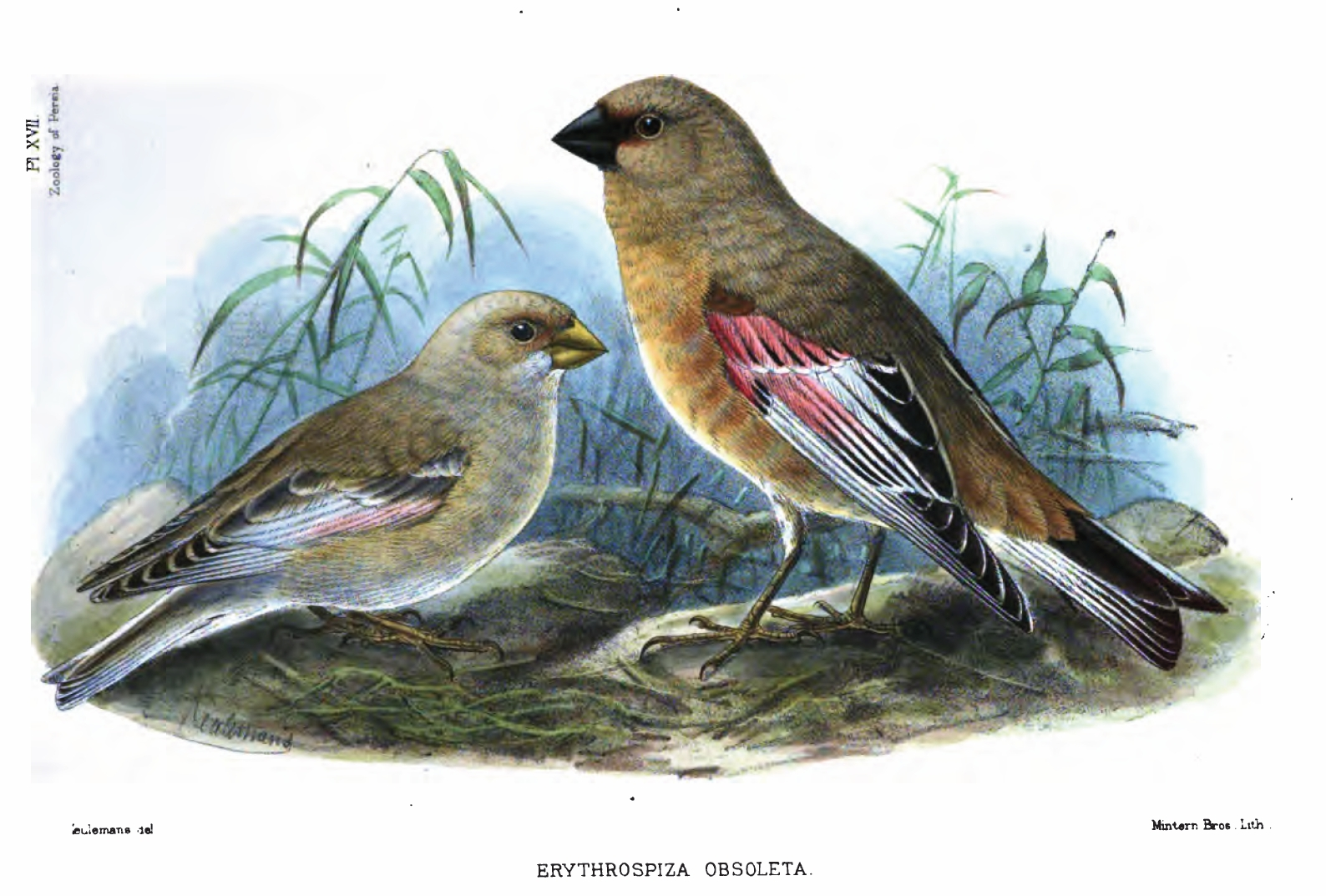
Illustrazione di coppia a cura di William Thomas Blanford: maschio a dx.

### Dimensioni
Misura 15 cm di lunghezza, per 17-28 g di peso e 26 cm di apertura alare.

### Aspetto
Si tratta di uccelli dall'aspetto massiccio e robusto, muniti di testa arrotondata, grosso becco conico e tozzo, ali allungate e coda dalla punta lievemente forcuta.
Il piumaggio, pur non essendo particolarmente appariscente, presenta evidente dimorfismo sessuale: la livrea del maschio, infatti, è quasi completamente di un mimetico color sabbia, più tendente al giallino sul petto, mentre ventre e sottocoda sono bianco, ali e coda sono nere con orli delle penne bianchi (le prime presentano inoltre copritrici di un caratteristico colore rosa, sfumature del quale sono evidenti anche sul codione) e fra i lati del becco e gli occhi è presente una mascherina anch'essa di colore nero. Le femmine, invece, presentano colorazione più sobria, dominata dalle tonalità del grigio-bruno (più carico su faccia e dorso), col rosa alare che è solo accennato. In ambedue i sessi il becco è nero, gli occhi sono di colore bruno scuro e le zampe sono di color carnicino.

## Biologia

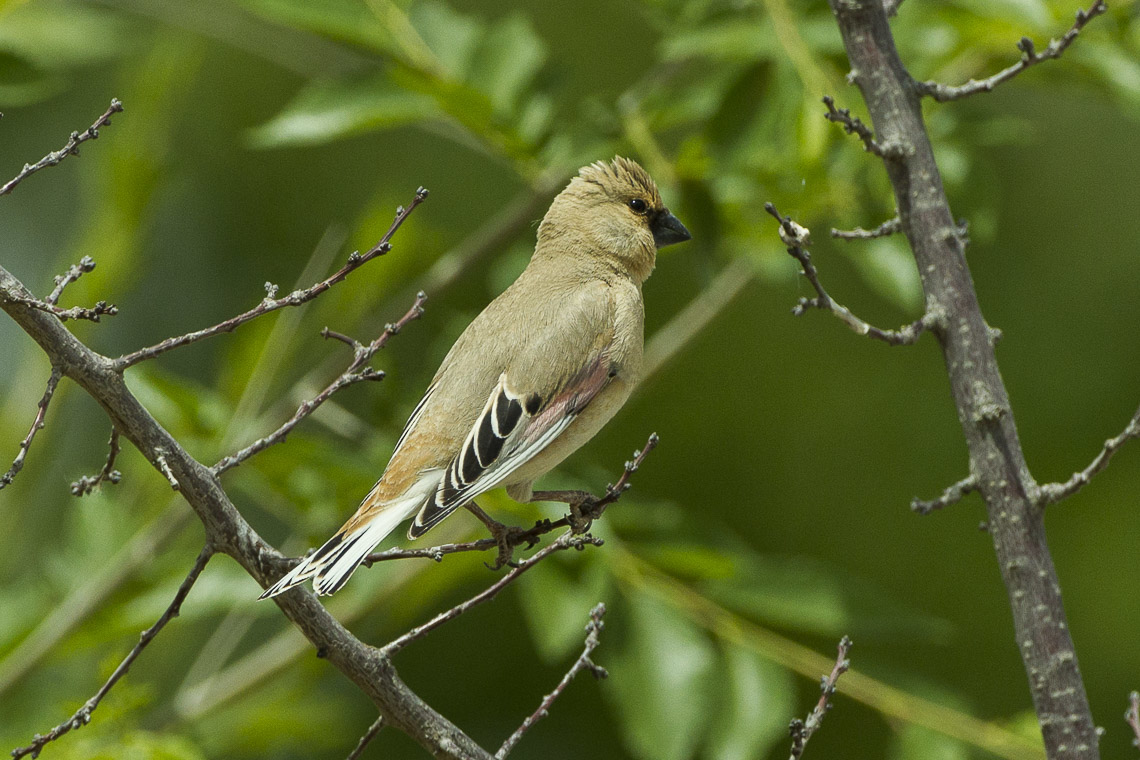
Esemplare in Uzbekistan.

I trombettieri del deserto sono uccelli dalle abitudini essenzialmente diurne e gregarie, che si riuniscono in gruppi anche di una certa consistenza, passando la maggior parte della giornata al suolo o spostandosi alla ricerca di cibo, talvolta aggregandosi ad altre specie affini, salvo poi cercare riparo fra i cespugli o le rocce durante la notte.

### Alimentazione
La dieta di questi uccelli è perlopiù granivora, basandosi su semi di olmo e piante erbacee (principalmente poligonacee e chenopodiacee), ma comprendendo anche altri alimenti di origine vegetale come germogli e bacche, oltre che (sebbene sporadicamente e soprattutto durante il periodo degli amori, quando il fabbisogno energetico aumenta) insetti, larve ed altri piccoli invertebrati.

### Riproduzione
La stagione riproduttiva comincia in primavera e si estende fino a luglio: si tratta di uccelli rigidamente monogami, con le coppie che rimangono insieme per anni, anche all'infuori del periodo degli amori.

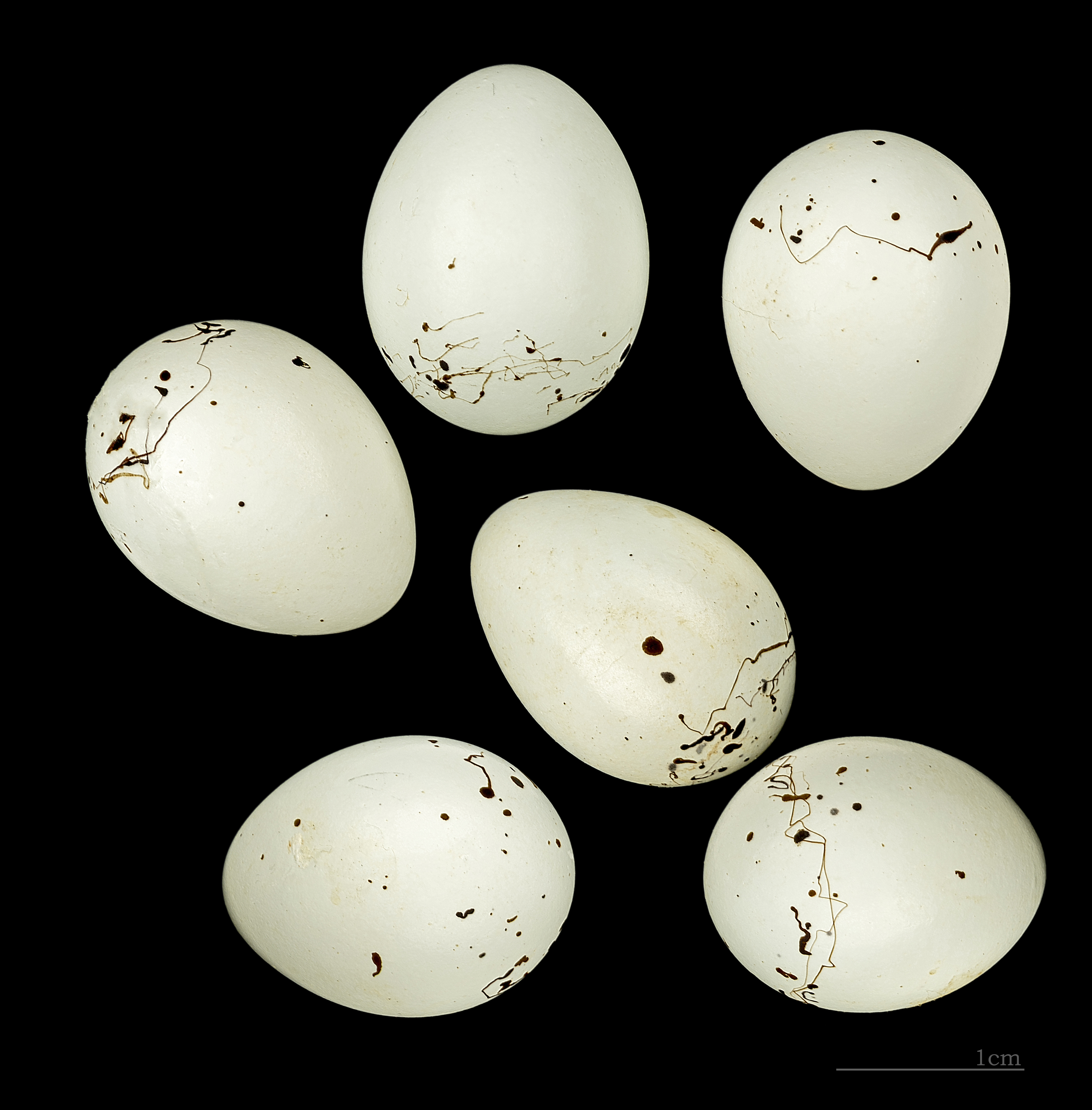
Uova al Museo di storia naturale di Tolosa.

Il maschio corteggia la femmina volando su posatoi in evidenza ed emettendo un richiamo flautato (da cui il nome di "trombettiere"), per poi avvicinarlesi arruffando il piumaggio e tenendo le ali puntate verso il basso, mettendo ben in evidenza il rosa alare, salvo poi montarla qualora essa si dimostrasse recettiva, cosa che viene segnalata dalla partner accovacciandosi e spostando lateralmente la coda.

Il nido ha forma di coppa e viene ubicato nella spaccatura di una roccia o alla biforcazione di un ramo: esso viene edificato con fibre vegetali e lanugine, e alla sua costruzione partecipa la sola femmina. Al suo interno, essa depone 4-6 uova bianche con una lievissima sfumatura azzurrina e rade variegature brune sul polo ottuso, che provvede a covare da sola (col maschio che stazione di guardia nei pressi del nido e si occupa di reperire il cibo per entrambi) per circa due settimane. Alla schiusa, i pulli sono ciechi ed implumi, e vengono accuditi da ambedue i genitori per circa due settimane, quando sono pronti per l'involo: essi tendono tuttavia a rimanere nei pressi del nido per un'altra settimana, chiedendo sempre più sporadicamente l'imbeccata ai genitori (che di solito stanno dedicandosi a una seconda covata, in quanto questi uccelli tendono a portare avanti due covate l'anno), per poi aggregarsi coi giovani di altre nidiate e disperdersi.

## Distribuzione e habitat

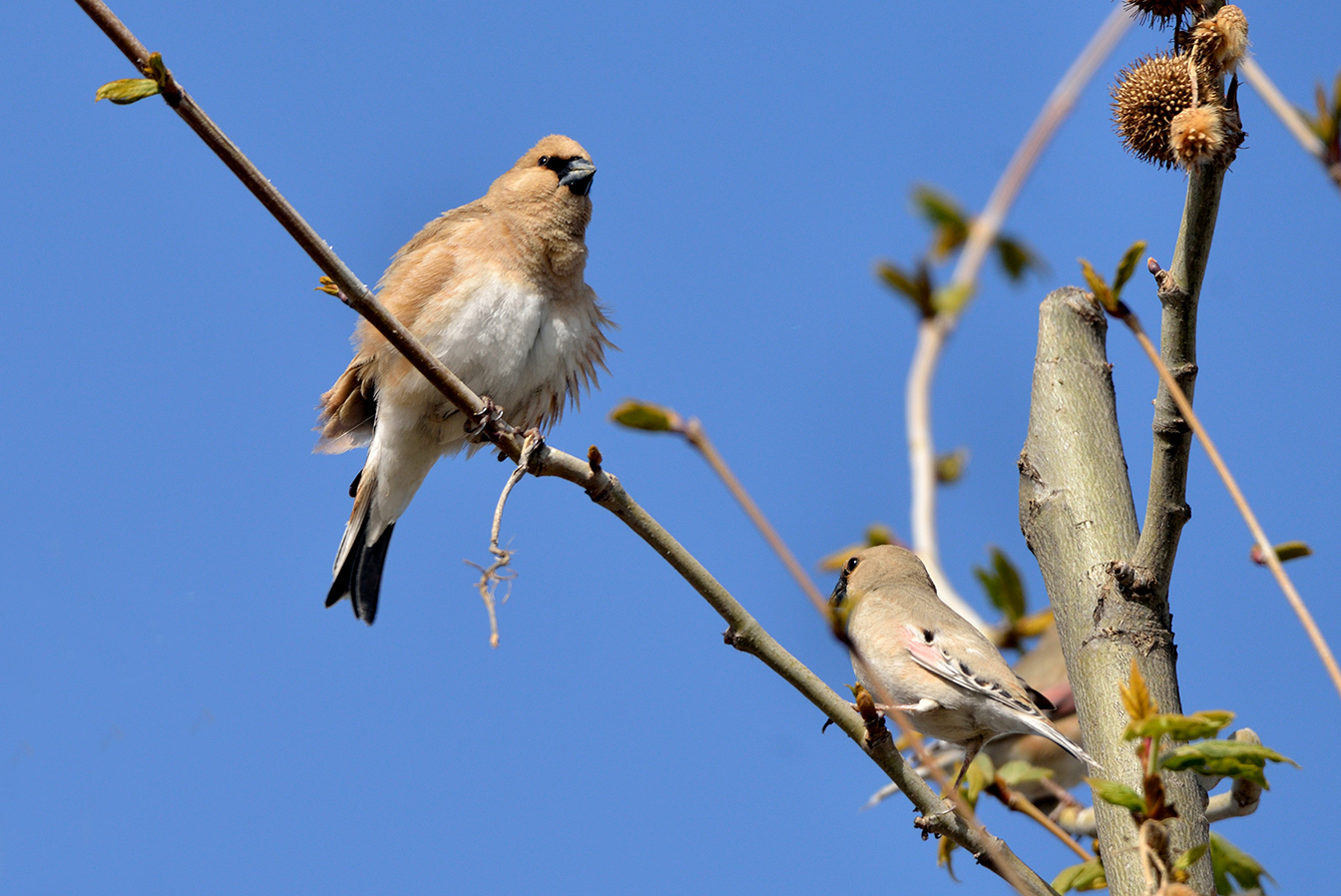
Maschio corteggia la femmina in Turchia.

A dispetto di quanto il suo nome comune potrebbe indurre a pensare, il trombettiere del Lichtenstein non ha nulla a che vedere col Liechtenstein: questo uccello, infatti, occupa un areale che, sebbene piuttosto frammentato, comprende buona parte del Vicino Oriente (dalla Turchia centro-orientale alla penisola del Sinai e ad est fino a gran parte dell'Iran), la porzione dentrale della penisola araba, a est fino al Belucistan e a gran parte del Turkestan (dalle sponde orientali del Mar Caspio all'Uiguristan) fino alla Cina centro-settentrionale (Gansu e Mongolia Interna occidentale). Le popolazioni turche sono in espansione verso il Caucaso meridionale, e la stessa tendenza si registra per quelle arabe. Le popolazioni del Turkestan centrale tendono a migrare a sud durante l'inverno, raggiungendo l'Afghanistan ed il Pakistan settentrionale: in generale, anche a causa della scarsa reperibilità di risorse nell'ambiente in cui vive, la specie è molto mobile.
Come intuibile da uno dei suoi nomi comuni, il trombettiere del deserto abita le aree secche e semiaride aperte di pianura e collina, con presenza di rada vegetazione cespugliosa e di fonti d'acqua permanenti nelle vicinanze (come gli uadi), per reperire le quali compie spostamenti anche considerevoli.

## Sistematica
Il trombettiere del deserto ha avuto una tassonomia molto tormentata: ascritto inizialmente al genere Fringilla, in seguito è stato spostato in Bucanetes e Rhodopechys, a sottolinearne una presunta parentela coi trombettieri: le analisi del DNA mitocondriale hanno evidenziato invece una sua vicinanza ai Carduelini piuttosto che ai Pyrrhulini (dei quali fanno parte gli altri trombettieri), in seno ai quali il trombettiere del Lichtenstein costituirebbe un clade ancestrale assieme ai verdoni e ai frosoni arabi del genere Rhynchostruthus. Pertanto, la specie è stata spostata prima nel genere Carduelis e poi in un proprio genere monotipico, Rhodospiza, al quale viene ascritta ancor oggi.
Nonostante il vasto areale occupato, la specie è monotipica.